# Kambarka
Kambarka (en russe : Камбарка ; oudmourte : Камбарка) est une ville de la république d'Oudmourtie, en Russie, et le centre administratif du raïon de Kambarka. Sa population s'élevait à 10 730 habitants en 2013.

## Géographie
Kambarka est située sur la rivière Kambarka, dans le bassin de la Kama, à 116 km au sud-est d'Ijevsk.

## Histoire
Kambarka se développe autour d'une usine sidérurgique de la famille Demidov bâtie en 1761–1767. Kambarka accéda au statut de commune urbaine en 1936 et à celui de ville en 1945.

## Population
Recensements (*) ou estimations de la population
| 1926* | 1939* | 1959*  | 1970*  | 1979*  |
| ----- | ----- | ------ | ------ | ------ |
| 6 252 | 9 400 | 13 385 | 14 121 | 12 960 |

| 1989*  | 2002*  | 2010*  | 2012   | 2013   |
| ------ | ------ | ------ | ------ | ------ |
| 13 258 | 12 636 | 11 021 | 10 862 | 10 730 |

## Économie
Les principales entreprises de Kambarka sont :
- OAO Kambarski machinostroïtelny zavod (ОАО "Камбарский машиностроительный завод") : équipement ferroviaire.
- OAO Kambarski zavod gazovogo oboroudovania, en abrégé KZGO (ОАО "Камбарский завод газового оборудования", en abrégé КЗГО)
- TOO Metallist (ТОО "Металлист") : équipements ménagers.